# Horton (Dorset)
Horton – wieś w Anglii, w hrabstwie Dorset, w dystrykcie (unitary authority) Dorset. Leży 39 km na północny wschód od miasta Dorchester i 146 km na południowy zachód od Londynu.